# Diplectrona fansipanella
Diplectrona fansipanella är en nattsländeart som beskrevs av Wolfram Mey 1998. Diplectrona fansipanella ingår i släktet Diplectrona och familjen ryssjenattsländor. Inga underarter finns listade i Catalogue of Life.